# Liturgusa maya
Espèce
Liturgusa maya est une espèce d'insectes de la famille des Liturgusidae (ordre des Mantodea). 

## Répartition
Liturgusa maya se rencontre en zone néotropicale depuis l'Amérique centrale jusqu'en Amérique du Sud,,. Elle est notamment présente au Brésil, en Colombie, au Costa Rica, en Équateur, au Guatemala, au Honduras, au Mexique, au Nicaragua, au Panama, au Pérou, au Surinam et au Venezuela.
Cette espèce a été introduite dans le Sud de la Floride.

## Habitat
L'espèce est présente dans les forêts tropicales humides de nombreuses régions de son aire de répartition comme au Nicaragua, au Costa Rica ou au Pérou. Cependant, des individus ont également été trouvés dans des forêts saisonnièrement sèches, des habitats ouverts ainsi que des habitats fortement impactés tels que les parcs ou les bords de parkings. La polyvalence de Liturgusa maya dans l'utilisation de son habitat est peut-être à l'origine de sa vaste aire de répartition géographique qui s'étend du milieu du Mexique au sud du Pérou. Si l'on pense aujourd'hui que la diversité du genre Liturgusa est due à l'étroitesse de l'aire de répartition géographique des espèces, qui est liée à une faible capacité de dispersion, Liturgusa maya semble aller à l'encontre de ce raisonnement. 
Comme chez toutes les Liturgusa, l'habitat de Liturgusa maya est strictement associé à l'écorce des arbres et celle-ci vit presque exclusivement sur les troncs et les branches. Si ces habiles coureuses vivent principalement sur des troncs d'arbres de taille moyenne à écorce lisse, certains individus ont été observés sur une plus grande diversité de types d'arbres, certains avec de la mousse ou même une écorce rugueuse. Son oothèque a par exemple été retrouvé sur Cedrela odorata et Liturgusa maya a été observée sur des troncs de cacaoyers.

## Comportement
Les Liturgusa ont de longues pattes mais sont aplaties dorso-ventralement et tiennent leur corps près du substrat. Comme les autres mantes, elles sont des prédateurs qui utilisent essentiellement la vue et se déplacent extrêmement rapidement ce qui est un atout pour la chasse mais également pour échapper aux prédateurs. Lorsqu'ils sont surpris, les individus courent souvent rapidement du danger perçu vers le côté opposé du tronc d'arbre. Le répertoire comportemental des Liturgusa comprend des tactiques de fuite telles que le saut et le voltige au sol, ainsi que la feinte de la mort par l'immobilité, un comportement connu sous le nom de thanatose,. Les adultes de toutes les espèces de Liturgusa conservent des ailes fonctionnelles, mais seules quelques-unes ont été observées en train de voler. Il existe des observations de Liturgusa volant vers des pièges lumineux la nuit et il est possible que le vol soit utilisé comme comportement de fuite,.

## Description
La variation de taille au sein de Liturgusa maya est plus extrême que pour toute autre espèce de Liturgusa et la plus grande femelle représente 145% de la taille de la plus petite.

### Diagnose
La femelle est de couleur jaune. 

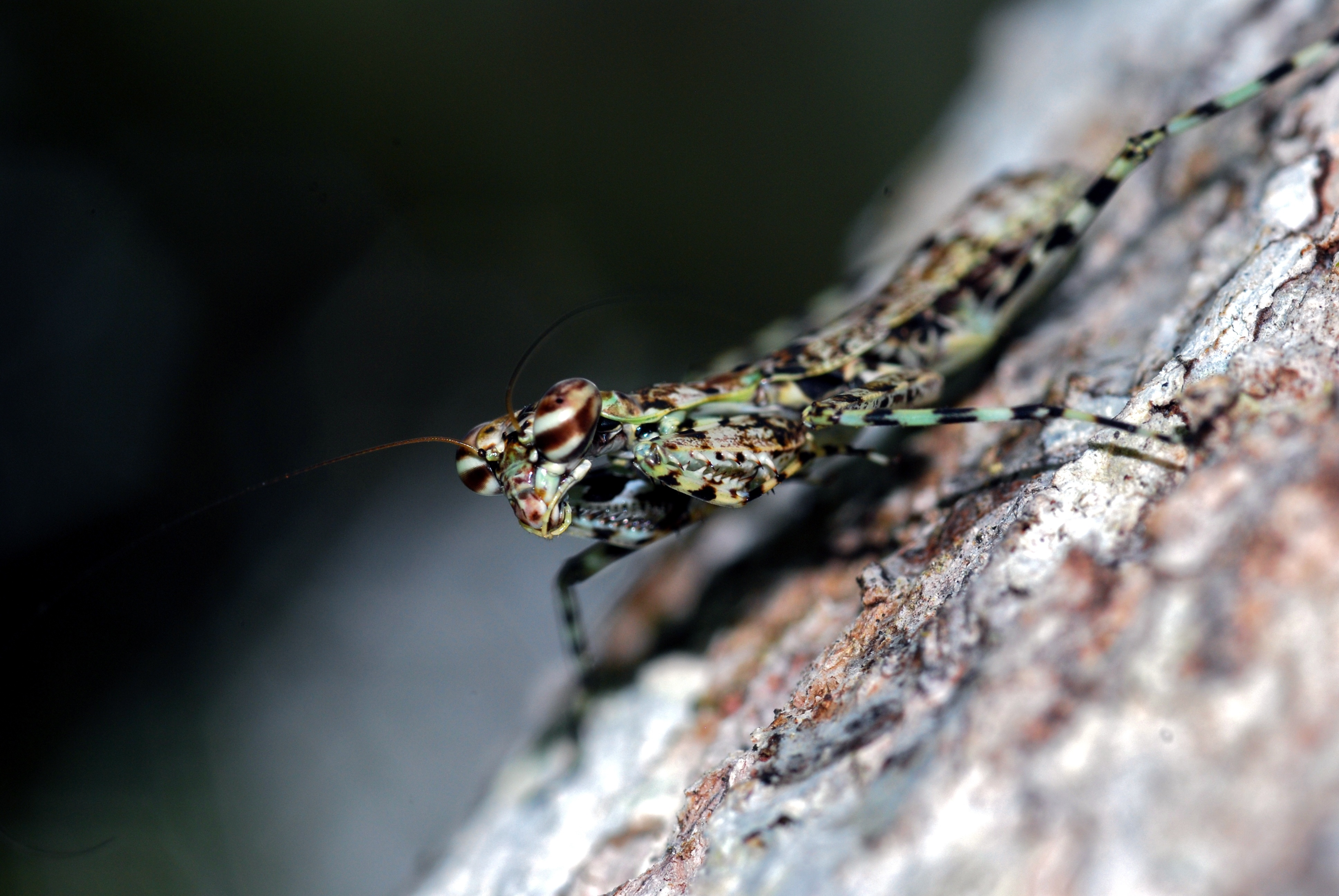
Liturgusa maya (Belize).

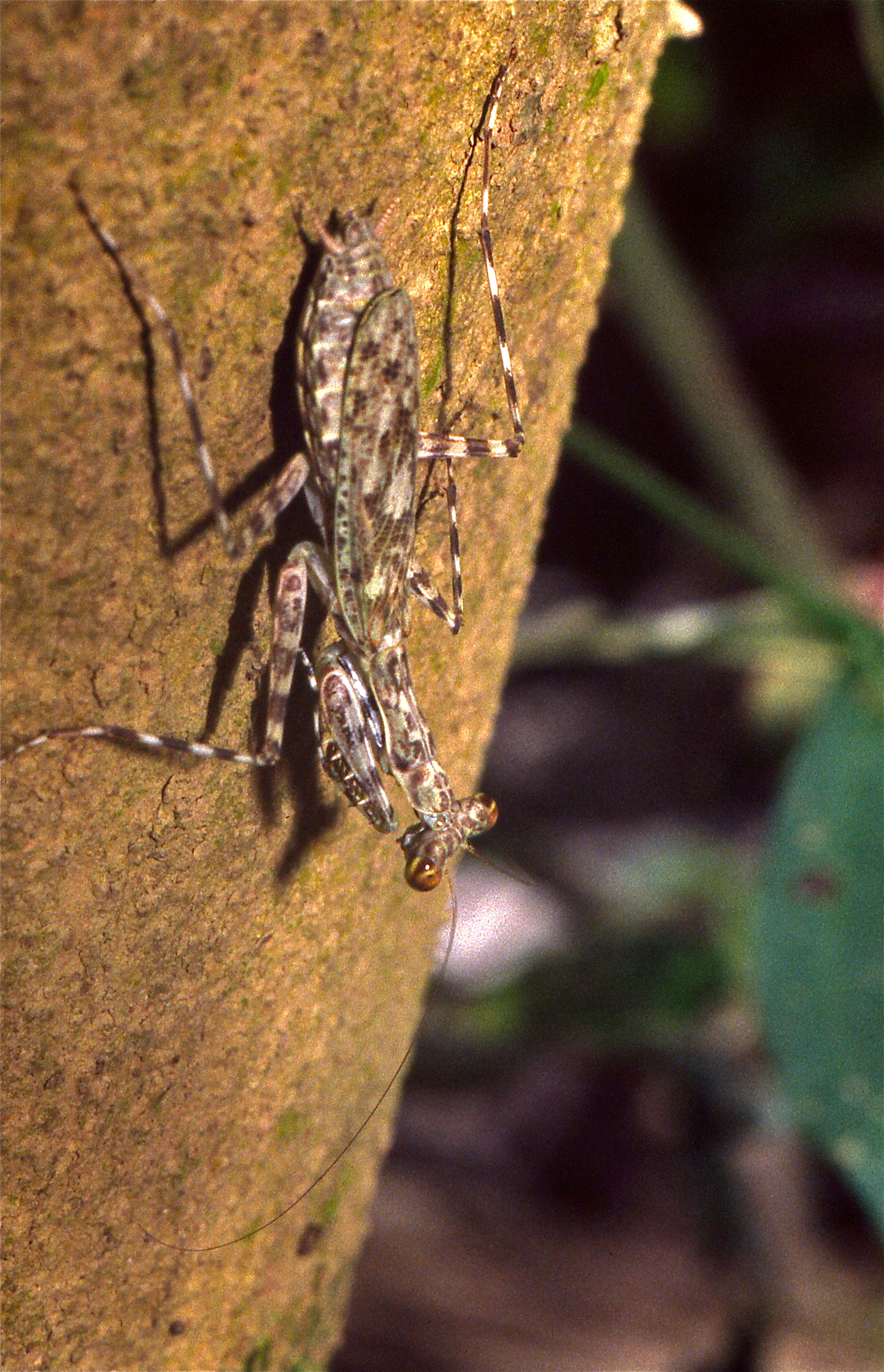
Liturgusa maya (Costa Rica).

La tête est forte avec des yeux de taille moyenne, proéminent et subparallèles. Le crâne est noir avec une bande médiane jaune. Le front présente des ocelles panachés de noir. Les antennes sont brun noirâtre avec le premier article enfoncé dans la carapace.
Le pronotum est noir avec une bande centrale et les bords latéraux jaunes.
Les élytres et les ailes sont hyalins et nébuleux avec des nervures rouille à brunâtre et une marge costale plus foncée. Le stigma des élytres est vitreux.
Les pattes sont carapaçonnées. Les fémurs antérieurs sont épais et inclinés vers l'intérieur de la base avec des épines noires. Les tibias antérieurs sont marqués de noir à l'apex et portent des épines à la pointe noire au nombre de sept plus longues à l'intérieur et quatre à l'extérieur. Les tibias intermédiaires et postérieurs sont pileux avec l'apex plus densément fourni.
L'abdomen est mince, noir brunâtre, écailleux ou panaché de brunâtre en dessous et à l'apex. Les cerques dépassent à peine des plaques supra-anales qui sont transverses et obtuses.

### Description du mâle
Le mâle mesure de l'ordre de 19 à 26 mm.

#### Tête
La tête est transverse avec de petites protubérances juxta-oculaires prononcées. L'apex est latéral au milieu. Le vertex est droit mais il s'abaisse parfois juste avant les sutures pariétales au même niveau que le bord dorsal des yeux. La suture frontale présente une légère carène médiane déprimée dans la tête formant un arc continu. Les ocelles, tous en saillie sur de petits monticules cuticulaires, sont petits avec les centraux deux fois plus grands que les latéraux. Les ocelles latéraux sont orientés vers l'extérieur. La carène sur le front n'est pas très prononcée et la région médiane ventrale est déprimée. Le clypéus est transversal avec la marge supérieure légèrement convexe et la marge inférieure légèrement concave ou droite. La carène centrale transversale est prononcée et droite. Le scape et le pédicelle des antennes sont pâles alors que le flagellum est noir juste un peu distalement à la base. une bande noire s'étend directement sur la carène médiane de la suture frontale, le centre même de la carène étant pâle. Des marques noires s'étendent ventralement et dorsalement à partir de la bande noire. Deux marques pâles proéminentes sont positionnées juste à côté des ocelles latéraux. Deux marques pâles sont positionnées sur la région inférieure du vertex. La région inférieure du front est sombrement pigmentée. La moitié dorsale du clypéus est sombrement pigmentée alors que la moitié ventrale est pâle. Les mandibules et le labrum présentent des marques pâles et brunes. Le vertex et les protubérances juxta-oculaires sont en grande partie noirs avec des taches pâles. La zone immédiatement adjacente aux ocelles latéraux est noire. Les palpes sont pâles.

#### Pronotum
Le pronotum est environ trois fois plus long que large avec un renflement supra-coxal modérément défini et la surface dorsale entièrement lisse. La prozone est carrée avec des marges légèrement convexes qui se rétrécissent progressivement jusqu'à une marge antérieure uniformément arrondie. Les marges sont lisses ou avec très peu de tubercules émoussés. La métazone présente des bords latéraux concaves sans interruptions ni renflements. Les bords arborent de petits tubercules. Le bord postérieur présente une émargination médiane. La surface dorsale du tiers postérieur de la métazone est légèrement déprimée. La surface de la métazone est généralement sombre avec des marques pâles et noires. De faibles tourbillons sont présents sur la métazone juste en arrière du sillon supra-coxal.

#### Pattes prothoraciques (antérieures)
Le fémur est robuste avec une marge dorsale légèrement concave et arbore une bande pâle à sombre fortement définie sur la face postérieure (externe). La face antérieure (interne) présente une bande noire, qui peut être interrompue, allant médialement de la base à la l'apex. Diverses marques noires sont présentes en plus de la bande et qui correspondent aux marques de la bande sur la face postérieure. La face ventrale est pâle. La face postérieure du fémur porte quelques tubercules. Une fosse fémorale, pour loger l'épine tibiale postéro-ventrale terminale, est positionnée médialement et exactement entre les deux premières épines postéro-ventrales proximales dans l'axe de l'épine discoïdale la plus distale. cette fosse est pigmentée de couleur foncée. L'épine géniculaire fémorale prothoracique postérieure est plus petite que les épines postéro-ventrales (très variables en taille) et prend naissance distalement par rapport au début du lobe géniculaire. Pour ce qui concerne les épines postéro-ventrales du tibia prothoracique, la première (proximale) est la plus petite, les troisième à sixième sont de longueur similaire et la deuxième est légèrement plus longue. Les coxae prothoraciques sont lisses avec sur la surface antérieure une très petite marque noire médialement dans la moitié proximale ainsi qu'une très petite tache noire médialement vers l'extrémité distale.

#### Pattes mésothoraciques et métathoraciques (médianes et postérieures)
Les fémurs présentent une carène ventrale (postérieure) et une carène dorsale (antérieure). Le premier segment du tarse médian est aussi long ou légèrement plus long que les autres segments réunis.

#### Ailes
Les ailes antérieures sont tachetées de brun, de pâle et de verdâtre. La région costale présente des bandes définies, des marques vertes et brunes alternées, les marques brunes étant plus petites. La coloration des nervures correspond généralement aux couleurs environnantes. Deux taches pâles sont situées dans le quart proximal de la région discoïdale, juste en arrière de la première nervure radiale. Une grande zone pâle est située au centre. Les ailes antérieures sont souvent, mais pas toujours, colorées de manière asymétrique. L'une est tachetée et l'autre est considérablement assombrie avec un ton noir ou rouille, le motif tacheté restant visible. Elles s'étendent jusqu'à l'extrémité de l'abdomen ou juste un peu au-delà. Les ailes postérieures présentent une région discoïdale opaque, de couleur rouille proximalement et le long de la marge antérieure, sinon noire. La région anale est noir fumé et translucide. L'extrémité de la région discoïdale dépasse la marge distale de la région anale, l'aile paraissant allongée.

#### Abdomen
L'abdomen est légèrement élargi au milieu, le quatrième tergite étant la région la plus large avant un rétrécissement postérieur progressif. La surface dorsale est lisse et de couleur brune et noire. Les tergites ne possèdent pas de projections tergales postéro-latérales. La plaque supra-anale est légèrement transversale avec une terminaison largement arrondie. La plaque sous-génitale est irrégulièrement arrondie et sans stylets.

#### Complexe génital
Le corps principal du sclérite ventral gauche présente une terminaison arrondie mais avec un processus distal positionné juste latéralement à la ligne médiane, arrondi (pouvant être court et plutôt émoussé ou plus allongé et étroit), faisant un angle en saillie et ressemblant à une petite dent bien sclérifiée. Une dépression est parfois présente sur la moitié latérale opposée au processus distal. L'apophyse phalloïde du corps principal du sclérite dorsal gauche est court et se rétrécit rapidement en une pointe aiguë. Elle est parfois incurvée et présente parfois une surface rugueuse. Le processus apical est allongé et mince et la terminaison est uniformément arrondie. Le phallomère dorsal droit du premier sclérite du phallomère droit se rétrécit en une extrémité arrondie et membraneuse. La plaque ventrale est longue et large proximalement avec des rainures fortement définies. Le processus ventral est denté et incurvé à la base proximale et l'extrémité distale se rétrécit avec une constriction rapide vers l'extrémité.

### Description de la femelle
La femelle mesure de l'ordre de 24 à 34 mm.

#### Tête
La tête est à peu près aussi large que longue et les protubérances juxta-oculaires sont grandes. Le vertex est plus haut que le bord dorsal des yeux.

#### Pronotum
La face dorsale du tiers postérieur de la métazone n'est pas déprimée.

#### Pattes prothoraciques
Elles sont identiques à celles du mâle.

#### Pattes mésothoraciques et métathoraciques
Le tarse mésothoracique présente un premier segment plus court que les autres segments réunis.

#### Ailes
La région costale de l'aile antérieure présente des bandes moins définies et la région proximale est principalement tachetée de brun et de pâle. Les ailes antérieures s'étendent juste avant l'extrémité de l'abdomen et les derniers segments et la plaque supra-anale sont visibles.

#### Abdomen
L'abdomen est élargi et le cinquième tergite est la région la plus large avant un rétrécissement postérieur progressif. Les tergites sont sans projections tergales postéro-latérales. La plaque supra-anale est à peu près aussi longue que large avec une terminaison arrondie.

## Espèces similaires
Liturgusa maya est assez proche de Liturgusa kirtlandi et Liturgusa trinidadensis avec une taille, une coloration et une forme du pronotum similaires. Liturgusa maya se distingue des deux autres espèces par un certain nombre de caractéristiques dont les organes génitaux mâles. La différence la plus évidente permettant de distinguer facilement Liturgusa maya de Liturgusa kirtlandi est que l'apophyse apicale est allongée et épaissie et que le terminus forme un arrondi régulier plutôt qu'une pointe anguleuse et émoussée. En outre, Liturgusa maya peut être différenciée de Liturgusa trinidadensis par l'apophyse phalloïde plus large que la structure à peine présente, mais nette, observée chez Liturgusa trinidadensis. La principale différence entre Liturgusa maya et Liturgusa kirtlandi réside dans la présence de tubercules sur le pronotum chez Liturgusa kirtlandi.

## Parasites
L'oothèque de Liturgusa maya peut être parasité par la guêpe Horismenus liturgusae Hansson & Schoeninger, 2014 et par d'autres guêpes parasites des genres Horismenus, Podagrion et Eupelmus.

## Systématique
L'espèce Liturgusa maya a été décrite en 1894 sous le protonyme Mantoida maya par les entomologistes suisses Henri de Saussure et Zehntner (d).

### Publication originale
- (en) Henri de Saussure et Leo Zehntner, « Fam. Mantidae », Biologia Centrali-Americana : zoology, botany and archaeology, Londres, vol. 1,‎ 1894, p. 123–197 (lire en ligne, consulté le 8 décembre 2024).